# جهاد مصطفى
جهاد سيروان مصطفى (28 ديسمبر 1981) أمريكي صومالي ينتمي إلى حركة الشباب الصومالية. أُدرج في قائمة المطلوبين لمكتب التحقيقات الفيدرالي منذ عام 2011 بسبب منصبه المرتفع المزعوم ونشاطه الغزير داخل المنظمة.

## سيرته
ولد جهاد سيروان مصطفى في 28 ديسمبر 1981 في وكيشا بولاية ويسكونسن لرجل كردي سوري يدعى حليم مصطفي، نشأ وحصل على شهادة في الاقتصاد في سان دييغو، كاليفورنيا. في شبابه شغل منصب رئيس مجلس الشباب المسلم في سان دييغو وعمل لاحقًا كحارس أمن في مكتب كاليفورنيا لخدمات الأمن والتحقيق. ولد مصطفى ف يديه ندبة ملحوظة. خلال الفترة التي قضاها في سان دييغو، وُصف بأنه «لطيف للغاية، ومسالم للغاية، وصبور للغاية وليس مخيفًا أو عدوانيًا».
في عام 2005 سافر مصطفى إلى اليمن قبل أن يسافر للعيش في الصومال حيث انضم إلى جماعة الشباب. وسرعان ما ارتقى مصطفى في صفوف المجموعة، حيث عمل كخبير متفجرات، وخبير دعاية، ومدرب عسكري، ومترجم فوري للتنظيم. ارتقى إلى مكانة بارزة داخل المنظمة في عام 2009 ويعتقد حاليًا أنه المواطن الأمريكي رقم واحد الأكثر نفوذاً داخل الحركة. غالبًا ما يشار إلى مصطفى بأسماء مستعارة مثل: أمير أنور وأحمد جوري وأنور الأمريكي وأحمد وأنور وأبو عبد الله المهاجر. ووفقًا لمصادر أمنية، فإن لديه ثلاث زوجات في الصومال، إحداهن أرملة لعضو سابق في حركة الشباب، وما يقدر بنحو ستة عشر طفلاً. وبحسب المصدر نفسه، فقد أفلت بصعوبة من القبض عليه في عملية برية حوالي عام 2018.